# Hibbertia ancistrophylla
Hibbertia ancistrophylla är en tvåhjärtbladig växtart som beskrevs av Judith Roderick Wheeler. Hibbertia ancistrophylla ingår i släktet Hibbertia och familjen Dilleniaceae. Inga underarter finns listade i Catalogue of Life.